# Anarquismo en Japón
El anarquismo en Japón fue un movimiento influyente en los siglos XIX y XX. El movimiento anarquista estuvo influenciado por el contexto histórico de las dos guerras mundiales, en las cuales Japón tomó parte activa. El movimiento puede dividirse en tres etapas: entre 1906–1911, entre 1912–1936 y finalmente desde 1945 al presente.

## Descripción
Las ideas anarquistas fueron popularizadas en Japón gracias al periodista radicalizado Shūsui Kōtoku. Luego de radicarse en Tokio durante su adolescencia, fue encarcelado en 1904 por no respetar las leyes que regulaban la prensa. En prisión leyó el libro de Kropotkin, Campos, fábricas y talleres. Luego de ser liberado emigró a los Estados Unidos, uniéndose a la Industrial Workers of the World (IWW). Retornó a Japón en 1906, habló sobre anarquismo en un gran acto público el 28 de junio de ese año en Tokio. Entonces comenzó a escribir artículos sobre las ideas anarquistas, propugnando la acción directa y la crítica antiparlamentaria.

 
En los años siguientes los anarcocomunistas se abocaron a difundir las ideas anarquistas por medios orales y escritos. Actuaban en condiciones muy desfavorables, enfrentándose a la arbitrariedad represiva policial; algunos anarquistas comenzaron a plantearse la utilización de métodos violentos.

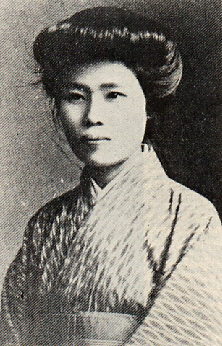
La periodista feminista anarquista Kanno Suga, ahorcada en 1911 por conspiración contra el emperador.

En 1926 se conformaron dos federaciones anarquistas de alcance nacional. Durante los años siguientes el movimiento anarquista japonés se caracterizó por el intenso debate entre los anarcocomunistas y los anarcosindicalistas. Durante la invasión de Japón a Manchuria, el estado comenzó a silenciar a la oposición interna;  se desató una nueva ola represiva. Aunque el movimiento anarquista adoptó diversas estrategias para sobrevivir, el gobierno terminó por imponerse. Con el inicio de la Segunda Guerra Mundial, todas las organizaciones anarquistas del país fueron prohibidas y clausuradas. Los anarquistas mantuvieron un bajo perfil, durante ese período.
Una vez finalizada la guerra, el país soportó una ocupación norteamericana. El resurgimiento económico y la reactivación industrial se vieron complementados con la pérdida de la autonomía sindical y las restricciones al sindicalismo. Aunque los anarquistas se reorganizaron, fue muy difícil realizar progresos en esas condiciones impuestas. Actualmente el movimiento anarquista es mucho más pequeño que en los comienzos del siglo XX.